# قمر (فلم)
قمر (بالإنجليزية: Moon) هو فيلم دراما وخيال علمي تم إنتاجه في المملكة المتحدة وصدر في سنة 2009. من بطولة سام روكويل وكيفين سبيسي وكايا سكوديلاريو. هذا الفيلم من إخراج دنكان جونز والذي شارك في كتابته أيضا.

## القصة
رائد الفضاء سام بيل (يؤدي دوره: سام روكويل) يواجه نهاية غير متوقعة لعقده الممتد لثلاث سنوات للعمل على سطح القمر في الجانب البعيد منه، حيث يعمل جنبا إلى جنب مع الروبوت «جيرتي» (يؤدي صوته: كيفين سبيسي) الذي يساعده في أداء مهامه من إجل إرسال طرود من الموارد إلى الأرض تساعد في تقليل مشاكل الطاقة في الكوكب.

## الميزانية والإيرادات
بلغت تكلفة إنتاج الفيلم حوالي 5 ملايين دولار بينما حقق أرباحا تقدر بـ 9760104 دولار.

## وصلات خارجية
- مقالات تستعمل روابط فنية بلا صلة مع ويكي بيانات